# Keynote (software)
Keynote je program na výrobu prezentací, součást kancelářského balíku iWork od společnosti Apple určeného pro operační systémy OS X a iOS a iPadOS. První verze byla vydána 7. ledna 2003. Původně užíval pro soubory prezentací příponu .keynote, následně .key. Poslední aktuální verze s pořadovým číslem 10 byla uvedena v březnu roku 2020.

## Historie
Keynote začal jako počítačový program vytvořený přímo pro ředitele společnosti Steva Jobse který ho používal pro tvoření prezentací pro Macworld Conference, Expo a další prezentace Applu. Před samotnými keynote Jobs používal Concurrence z dílny firmy Lighthouse Design, podobný produkt který následně běžel i na počítačích NeXSTEP a OpenStep.
Program byl poprvé představen jako Keynote 1.0 v roce 2003 a soupeřil s podobnými programy na prezentace, které v té době existovaly, hlavně s Micorosft PowerPointem.
V roce 2005 začal Apple prodávat Keynote 2.0 společně s Pages – novým textovým editorem; v balíku zvaném iWork. Na konferenci Macworld Conference a Expo 2006 Apple uvedl iWork '06 s akutalizovanými verzemi Keynote 3.0 a Pages 2.0. Kromě novinky v podobě oficiální podpory HD obsahu přidaly Keynote 3 také skupinové škálování, 3D grafy, několikasloupcové barevné textové pole, automatické odrážky, úpravu obrázků (změna velikosti, výřezy). Navíc Keynote přinesly 3D animace jako rotující kostka nebo jednoduché převrácení strany.
Na podzim 2007 vydal Apple verzi 4.0 v iWork '08, společně s Pages 3.0 a nový program pro práci s tabulkami a čísly – Numbers.
23. října 2013 Apple předesignoval Keynote (ve verzi 6.0) a uvolnil ji zdarma pro kohokoli s novým zařízením iPhone nebo Mac.